# Вот придёт кот
«Вот придёт кот» (чеш. Až přijde kocour) — цветной чехословацкий художественный фильм, поставленный режиссёром Войтехом Ясны в 1963 году.

## Сюжет
Действие этой удивительной истории, похожей на сказку, разворачивается в маленьком чехословацком городке. Городок погружён в глубокий застой, здесь царят бюрократия и лицемерие; единственное светлое пятно — школьный учитель Роберт. Чтобы пробудить в своих учениках фантазию, он приглашает на урок смотрителя городской башни Оливу, который рассказывает детям о волшебном коте из бродячего цирка. Неожиданно в городок приезжают бродячие артисты, о которых рассказывал Олива — фокусник с ассистенткой Дианой и котом в затемнённых очках. После представления Диана снимает с кота очки, и под его взором люди окрашиваются в разные цвета: лгуны — в фиолетовый, жулики — в серый, влюблённые — в красный, неверные — в жёлтый и так далее. Потом кот теряется, и в городке начинается суматоха.

## В ролях
- Ян Верих — фокусник / Олива
- Эмилия Вашариова — Диана
- Властимил Бродский — Роберт, учитель
- Иржи Совак — Карел, директор школы
- Владимир Меншик — школьный сторож
- Иржина Богдалова — Юлия, секретарь директора
- Карел Эффа — Янек, кооператор
- Власта Храмостова — Марьянка
- Алена Кройцманова — сплетница
- Стелла Зазворкова — Ружена, жена директора
- Ярослав Мареш — заведующий рестораном
- Яна Верихова — жена заведующего рестораном
- Ладислав Фиалка — вор
- Карел Вртишка — мельник
- Вацлав Бабка — полицейский

## Производство
Крупный план глаз кота, когда Диана на представлении снимает с него очки, был снят оператором Ярославом Кучерой на кинопробах Эмилии Вашариовой. Он отсутствовал в первоначальном монтаже и был включён в фильм по совету Иржи Трнки, которому Войтех Ясны показал фильм.
Вторым режиссёром фильма был Иван Пассер, а вторым оператором — Мирослав Ондржичек. Во время съёмок Пассер познакомил Ондржичка с Милошем Форманом, и именно эта встреча стала началом сотрудничества Формана и Ондржичка.

## Награды
- 1963 — На XVI кинофестивале в Каннах фильм получил Специальный приз жюри[4] и другие награды.

## Печатные издания
- Сценарий фильма был опубликован в русском переводе (Зарубежные киносценарии. Вып. 2. М.: Искусство. — 1966).